# 小行星42301
(42301) 2001 UR163，也可以寫成(42301) 2001 UR163，可能是一顆位於離散盤的矮行星。它是啟德峰的深度黃道巡天（DES）專案在2001年10月21日發現的。光度曲線振幅的分析顯示只有少量的偏差，暗示2001 UR163是一個有低反照率斑點的橢球體。 米高·E·布朗的網站列出它是高度纇似矮行星，但是尚未測量過它的直徑。
2001 UR163有著比太陽系的任何天體都偏紅的色指數。在2002年10月31日，3.6米的的加法夏望遠鏡觀測了2001 UR163，設定讀到的紅化指數B-R=2.28。這使得2001 UR163比(5145) Pholus、 (119070) 2001 KP77、小行星90377、和 C/2001 T4彗星都更偏紅。
光譜的紅化是紫外線輻射和帶電粒子等宇宙射線造成的。光譜變得更藍 則是碰撞使內部的物質暴露出來造成的。
2001 UR163 在可見光譜上取決於反照率呈現橘-棕色。
目前，它距離太陽51.3AU，並且大約在1937年通過近日點 。

## 外部連結
- The Meudon Multicolor Survey (2MS) of Centaurs and Trans-Neptunian objects
- TNO Colors
- KBO Surface Colors
- Orbital simulation from JPL (Java) / Ephemeris （页面存档备份，存于）
- Red Planetoid Sedna covered in tar-colored sludge （页面存档备份，存于）